# Heredia (Costa Rica)
Pour les articles homonymes, voir Heredia.
Heredia est une ville de Costa Rica située à environ 10 km de San José. Elle est la capitale du canton d'Heredia et de la province d'Heredia. Populairement, elle est connue comme La ville des fleurs. Au 30 juin 2009, la population du district de Heredia était estimée à 23 059 habitants et celle du canton de Heredia à 120 378 habitants. En 2022, la ville de Heredia avait une population estimée à 16 686 habitants, et au le dernier recensement effectué, en 2011, Heredia comptait une population de 18 697 habitants.

## Démographie
Évolution démographique du district d'Heredia
| 1973   | 1984   | 2000   |
| ------ | ------ | ------ |
| 22 700 | 21 440 | 20 191 |

## Personnalités liées
- Jewison Bennette, footballeur y est né en 2004
- Gerson Torres, footballeur y est né en 1997

## Patrimoine

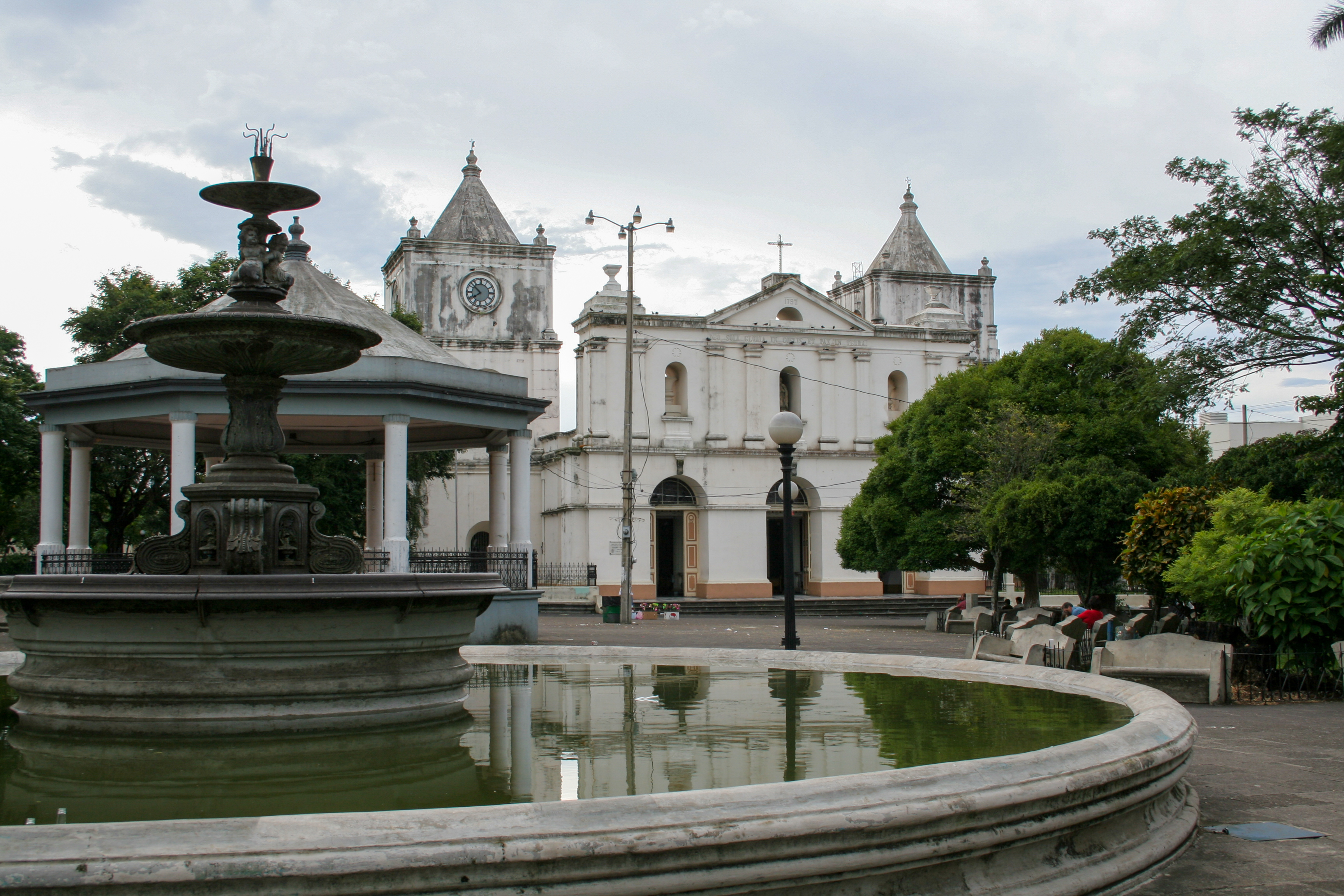
Parc Central et église à Heredia, Costa Rica

- Iglesia de la Inmaculada Concepción
- Fortin